# Izba Przedstawicieli Ludowych
Izba Przedstawicieli Ludowych (amh. የሕዝብ ተወካዮች ምክር ቤት) – izba niższa parlamentu federalnego Etiopii. Składa się z 547 członków wybieranych na pięcioletnią kadencję w jednomandatowych okręgach wyborczych, z zastosowaniem ordynacji większościowej. Czynne prawo wyborcze posiadają obywatele Etiopii posiadający pełnię praw publicznych i mający w dniu wyborów ukończone co najmniej 18 lat, zamieszkujący na terenie swojego okręgu wyborczego od przynajmniej 6 miesięcy. Kandydaci muszą mieć co najmniej 21 lat i mieszkać lub pracować w swoim okręgu od przynajmniej dwóch lat. Nie dotyczy to osób urodzonych na terenie danego okręgu - takie osoby mogą w nim kandydować niezależnie od aktualnego miejsca zamieszkania. 